# Dorothea Zech
Dorothea Zech (* 9. März 1929 in Aachen; † 27. Oktober 2017) war eine deutsche Textildesignerin.

## Leben
Dorothea Zech legte 1949 das Abitur in Sankt Ingbert ab und studierte an der Staatlichen Schule für Kunst und Handwerk in Saarbrücken, der heutigen Hochschule der Bildenden Künste Saar. Sie lernte Bildstickerei und Malerei bei der Textilkünstlerin Ella Broesch und bei Boris Kleint. Nach ihrer Abschlussprüfung im Jahr 1953 legte sie vorgezogen mit einer Sondergenehmigung 1954 in Aachen ihre Meisterprüfung als Textilhandwerkerin ab.
1955 eröffnete Zech in Sankt Ingbert ihre eigene Werkstatt, die sie später nach Saarbrücken und 1966 in das von Hanns Schönecker gebaute Haus in Heusweiler verlegte. Sie gestaltete 60 Antependien, 52 Kirchengewänder und insgesamt etwa 400 Wandbehänge für den öffentlichen und sakralen Raum.

## Werke im sakralen Raum (Auswahl)
- Anfang der 1960er Jahre: Saarbrücken-Rastpfuhl, Katholische Pfarrkirche St. Antonius
- 1960: Idar-Oberstein, Kirche
- 1962: Riegelsberg, Evangelische Kirche
- 1966: St. Wendel, Hospitalkirche
- 1966: Saarbrücken, Friedenskirche
- 1968: Riegelsberg, Kath. Pfarrkirche St. Matthias
- 1968: Waldfischbach-Burgalben, Wallfahrtskirche Maria Rosenberg
- 1974: Saarbrücken-Eschberg, Ev. Maria-Magdalenen-Kirche
- 1974: Saarbrücken-St. Johann, Alte evangelische Kirche
- 1974: Adelschlag, Kirche
- 1978: Odelzhausen, Kirche
- 1979: Homburg Beeden, Evangelische Kirche
- 1979: München-Allach, Kirche
- 1979: München-Berg a. Laim, Kongregation der Barmherzigen Schwestern vom hl. Vinzenz-von-Paul
- 1989: Saarbrücken-Rodenhof, Evangelische Kirche
- 1992: Altenkessel, Evangelische Kirche
- 2000: Losheim, Evangelische Kirche
- 2001: Schaffhausen, Evangelische Kirche

## Auszeichnungen
- 1964: Förderpreis Rheinland-Pfalz Saar
- 1966: Bayerischer Staatspreis für Nachwuchsdesigner
- 2009: Goldener Meisterbrief der Saarländischen Handwerkskammer

## Einzelausstellungen
- 1991: Textile Wandgestaltungen, Kaffeehaus Galerie, Ommersheim
- 1996: Transparenz und Farbe, Altes Schloss, Dillingen/Saar
- 1997: Kleine Galerie auf dem Hügel, Mandelbachtal
- 1999: Creativa Dortmund
- 2000: Textilkunst. Meine Entwicklung in den letzten fünf Jahren, Orangerie, Blieskastel
- 2006: Saarländisches Künstlerhaus, Saarbrücken (mit Sofie Dawo)
- 2008/09: Retrospektive, Handwerkskammer Saarbrücken